# Схрёдер, Хинкелин
Хинкелин Схрёдер (нидерл. Hinkelien Schreuder; род. 13 февраля 1984 года в Горе, Нидерланды) — нидерландская пловчиха, олимпийская чемпионка 2008 года в эстафете 4×100 метров вольным стилем. Чемпионка мира на длинной воде, трёхкратная чемпионка мира в плавании на короткой воде, шестнадцатикратная чемпионка Европы на короткой воде. Специализируется в дисциплине — плавание вольным стилем и баттерфляем на короткие дистанции.

## Биография
Хинкелин Схрёдер родился 13 февраля 1984 года, в городе Гор (Оверэйссел). В местной школе отучилась первые три года, после чего её перевели в специализированное заведение по подготовке пловцов, которое она окончила в 2002 году. В восемнадцать лет Схрёдер переехала в Эйндховен, где тренируется по настоящее время. Представляет клуб «Eiffel Swimmers PSV/NZE». Тренируется под руководством Марселя Вауда (нидерл. Marcel Wouda).
Первая золотая медаль в её карьере была заработана на чемпионате Европы по короткой воде 2003 года в Дублине. В эстафете 4×50 м вольным стилем команда Схрёдер заняла первое место, обогнав соперниц из Швеции и Германии. Следующие соревнования на чемпионате Европы 2005, 2007—2010 годов приносили ей золотые медали в разных дисциплинах: эстафета 4×50 м вольным стилем, эстафета 4×50 м комбинированным стилем, 50 м баттерфляй, 50 м вольным стилем.
В активе Схрёдер три золотых медали в дисциплине эстафета 4×100 м вольным стилем на чемпионатах мира на короткой воде 2006, 2008, 2010 годов.
Участие на чемпионате мира по водным видам спорта 2009 года в Риме принесло первую в её карьере золотую медаль на соревнованиях этого уровня. В финальном заплыве эстафеты 4×100 м вольным стилем с результатом 3.31,72 её команда заняла первое место, установив мировой рекорд времени.
На Летних Олимпийских играх 2008 года в Пекине Шрёдер стала олимпийской чемпионкой в эстафете на дистанции 4×100 м вольным стилем вместе с Инге Деккер, Раноми Кромовидьойо, Фемке Хемскерк, Марлен Велдхёйс и Манон ван Ройхен, установив олимпийский рекорд времени — 3.33,76 (OR).
Схрёдер была включена в команду пловцов сборной Нидерландов на следующие, Летние Олимпийские игры 2012 года в Лондоне. Голландские пловчихи с результатом 3:33.79 заняли второе место соревнования, уступив золотую награду соперницам из Австралии (3:33.15).